# Обективизъм (Айн Ранд)
Обективизмът е философия, създадена от руско-американската философка и романистка Айн Ранд (1905-1982). Обективизмът твърди, че реалността съществува независимо от човешкото съзнание; че човек поддържа директна връзка с реалността чрез своите сетива, посредством които той може да придобива обективни познания благодарение на процеса на създаване на понятия и използване на индуктивна и дедуктивна логика; че единствената морална цел на човек е преследването на собственото му щастие и собствения му рационален интерес; че единствената социална система, която е съвместима с този морал и която признава индивидуалните права, е въплътена в чистия laissez-faire капитализъм; и че ролята, която изкуството заема в живота на човек, е да придава и на най-смелите му метафизически идеи, чрез специално пресъздаване на реалността, физически облик – произведения на изкуството – които той да разбира и на които да откликва емоционално.
Първоначално Ранд излага своите философски идеи в романите си: „Изворът“, „Атлас изправи рамене“ и в други свои трудове. По-късно ги доразвива в списанията си: „The Objectivist Newsletter”, „The Objectivist”, „The Ayn Rand Letter“ и в сборниците си с есета като: „Въведение в Обективистката епистемология“ и „Добродетелта на егоизма“.
Името „Обективизъм“ произхожда от принципа, че човешкото познание и човешките ценности са обективни: те не са продукт на човешкото съзнание, а – определени от природата на реалността, която човешкият мозък възприема. Ранд уточнява, че избира това име, защото подходящият термин за философия, изхождаща от върховенството на екзистенцията (съществуващото; реалността) – екзистенциализъм – е вече зает.

## Основи
Обективизмът е философска система:„философска“, защото дава собствени отговори на философски въпроси, и „система“, защото всяка идея в обективизма произлиза от предшестващи я по-основни идеи. Всички обективистични твърдения са свързани с други предхождащи ги твърдения, и така до самите основи на реалността, които се наричат метафизика. Всяка една система на познанието трябва да почива върху аксиоми.
Обективизмът има следната основна структура:
- Метафизика (изучаване на реалността)

Обективизмът твърди, че реалността е обективна и независима от човешкия ум.
- Епистемология (изучаване на връзката на човека с останалата реалност чрез познание)

Обективизмът твърди, че най-добрият начин да постигнем познание е чрез разума.
- Етика (изучаване на начина на действие)

Обективизмът твърди, че оптималната морална система е рационалният личен интерес.
- Политика (изучаване на оптималната политическа система)

Обективизмът твърди, че оптималната политическа система е либертарианството (минималното правителство), граждански свободи и капитализъм.
- Естетика (изучаване на изкуството и красотата)

Обективизмът твърди, че оптималната форма на изкуство е романтичният реализъм.
Важното за тази структура е, че обективизмът е дедуктивна система - в която колкото повече се напредва, толкова по-специфична става материята. По-ранните понятия са общи случаи, а по-късните са все по-специфични.
Метафизиката е изучаване на реалността. Епистемологията е по-специфична, тъй като изучава част от реалността – познанието. Етиката е частен случай на епистемологията, тъй като изучава конкретен тип знание – знанието как да действаме. Политиката не изучава действията, а специален клас действия – действията, свързани със социалната система.
Ако всяка идея от всяко от тези разклонения може да бъде изолирана и изучена, това се прави с пълното съзнание, че тя е изведена от предходна идея и че това има последствия в реалния живот. Както казва Ленард Пийкоф в увода на "Обективизъм: философията на Айн Ранд" (стр. 3):
"За да може една философска идея да функционира наистина като насока, човек трябва да познава пълната система, към която тя принадлежи. Идея, взета от средата на нещо, няма никаква стойност, не може да се оцени и няма да работи. Човек трябва да познава връзката на идеята с другите идеи, които ѝ дават контекст, определение, приложение, доказателство. Човек трябва да познава всичко това не като теоретична цел сама по себе си, а с чисто практически цели: за да може да се основава на дадена идея, да я използва рационално и в крайна сметка да живее".

## Разум
Централното понятие на обективизма е разумът. Разум е името, което се дава на група методи, които, взети заедно, помагат да се намери познание. Тези методи са:
- Формиране на понятия – съставяне на валидни понятия, които след може да се използват в процеса на разсъждение.
- Сетивно възприятие – интерпретиране на данните, подадени от сетивата.
- Логика – метод за „непротиворечива идентификация“ – елиминиране на противоречията, които могат да възникнат в процеса на мислене.

Разумът е група методи. Те обаче не могат да се използват независимо един от друг. Могат да бъдат класифицирани така за удобство, но на практика няма начин да се използва един, без да използват другите. И трите метода участват в мисленето едновременно.
Разумът е централно понятие, защото може да бъде приложено към всяка област на познанието
Всяко разсъждение, което не е логично, противоречи на правилната интерпретация на данните от сетивата, или е основано на недоказани или непоследователни идеи, е във висша степен подозрително. Разсъждение, което не нарушава тези методи, вероятно е валидно.
|  | Тази страница частично или изцяло представлява превод на страницата Objectivism (Ayn Rand) в Уикипедия на английски. Оригиналният текст, както и този превод, са защитени от Лиценза „Криейтив Комънс – Признание – Споделяне на споделеното“, а за съдържание, създадено преди юни 2009 година – от Лиценза за свободна документация на ГНУ. Прегледайте историята на редакциите на оригиналната страница, както и на преводната страница, за да видите списъка на съавторите. ВАЖНО: Този шаблон се отнася единствено до авторските права върху съдържанието на статията. Добавянето му не отменя изискването да се посочват конкретни източници на твърденията, които да бъдат благонадеждни. |